# Jörg Fischer (Schlagzeuger)

Jörg Fischer (2013)

Jörg Fischer (* 13. Juli 1971 in Roth bei Nürnberg) ist ein deutscher Jazz- und Improvisationsmusiker (Schlagzeug).
Fischer, der in Einbeck aufwuchs, erhielt 1985 ersten Schlagzeugunterricht bei Abbey Rader. Er spielte zunächst in lokalen Bands, orientierte sich dann in Richtung Free Jazz. Von 1993 bis 1997 studierte er in Mainz Schlagzeug bei Janusz Stefański. Bereits während des Studiums kam es zur Zusammenarbeit mit Uwe Oberg, später dann auch im Trio mit Georg Wolf. Auch gründete er ein Trio mit Burkard Kunkel. Im Uwe Oberg Quartett kam es zur Zusammenarbeit mit den Saxophonisten Matthias Schubert, Heinz Sauer und Frank Gratkowski. Auch tourte er mit der Jürgen Wuchner Group (mit Harry Beckett und Wollie Kaiser) und war am Kölner James Choice Orchestra beteiligt. 2005 und 2006 arbeitete er im Trio mit Paul Hubweber und Sebastian Gramss, später dann mit Saadet Türköz und Peter Brötzmann.

## Diskographische Hinweise
- Oberg / Wolf / Fischer: Lo (Leo Lab 1996)
- Thewes / Mahall: Quartetto Pazzo (JazzHausMusik 2002)
- Oberg / Wolf / Fischer + Frank Gratkowski: After All (Konnex 2005)
- Alfred Gulden & Christof Thewes: Zyklus 1 – Falltotum (2009)
- Jörg Fischer / Olaf Rupp / Frank Paul Schubert: Phugurit (gligg 2011)
- Spring Spleen and Twelve Other Pieces (gligg records 2012)
- Lurk Lab: Live at Shelter Sounds (JazzHausMusik 2012, mit Matthias Schubert, Uli Böttcher)
- Fischer – Böttcher – Schmitz + Mahall: Sizzle Club mit Rudi (sporeprint 2021)
- Revolver 23: Kirschblüten mit verstecktem Sprengstoff (Moloko Plus, 2019, mit Alfred Harth, Marcel Daemgen, Nicola Hein)
- Pebbles and Pearls: Spring (Sporeprint, 2022, mit Dirk Marwedel, Jeff Platz, Georg Wolf)